# Walter Schmidt (Politiker, 1907)
Walter Schmidt (* 27. Februar 1907 in Braunschweig; † 17. Oktober 1997 ebenda) war ein deutscher Ingenieur und Politiker (SPD).

## Leben und Beruf
Nach dem Schulbesuch absolvierte Schmidt eine Ausbildung zum Maschinenschlosser und schloss sich in den 1920er Jahren der Gewerkschaft an. Er bildete sich an Fachschulen für Maschinenbau fort und war für mehrere Jahre im Ausland beschäftigt. Nach Bestehen der Meisterprüfung im Maschinenbauhandwerk war er seit 1938 als Betriebsingenieur im Maschinenbau tätig. Später nahm er eine Tätigkeit in der Ölindustrie auf.

## Politische Laufbahn
Schmidt war seit 1926 Mitglied der SPD und wurde nach dem Zweiten Weltkrieg zum stellvertretenden Vorsitzenden des SPD-Bezirkes Braunschweig gewählt. Schmidt war von 1947 bis 1961 Mitglied des Niedersächsischen Landtages. Dem Deutschen Bundestag gehörte er von 1961 bis 1972 an. Im Parlament vertrat er den Wahlkreis Braunschweig.

## Ehrungen
- 1972: Großes Verdienstkreuz der Bundesrepublik Deutschland
- Walter Schmidt wurde 1988 Ehrenbürger der Stadt Braunschweig.